# Zvolenská Slatina
Zvolenská Slatina (em alemão: Großslatina; em húngaro:Nagyszalatna) é um município da Eslováquia, situado no distrito de Zvolen, na região de Banská Bystrica. Tem 45,94 km² de área e sua população em 2018 foi estimada em 2.847 habitantes.

## Demografia
| Ano:        | 1994 | 2004   | 2014   | 2024   |
| ----------- | ---- | ------ | ------ | ------ |
| Broj ljudi: | 2548 | 2671   | 2830   | 2795   |
| Razlika:    |      | +4,82% | +5,95% | -1,23% |

| Ano:               | 2023 | 2024   |
| ------------------ | ---- | ------ |
| Número de pessoas: | 2760 | 2795   |
| Diferença:         |      | +1,26% |